# Nothria
Genre
Nothria est un genre de vers annélides polychètes errants. Il est représenté dans le monde entier.

## Liste d'espèces
Selon World Register of Marine Species (2 janvier 2023) :
- Nothria abyssia Kucheruk, 1978
- Nothria africana (Augener, 1918)
- Nothria anoculata Orensanz, 1974
- Nothria atlantica (Hartman, 1965)
- Nothria benthophyla Lana, 1991
- Nothria britannica (McIntosh, 1903)
- Nothria conchylega (Sars, 1835)
- Nothria edwardsi (Roule, 1898)
- Nothria grossa Imajima, 1989
- Nothria hawaiiensis Pettibone, 1970
- Nothria hyperborea (Hansen, 1878)
- Nothria itoi Maekawa & Hayashi, 1989
- Nothria mannarensis Rangarajan & Mahadevan, 1961
- Nothria maremontana André & Pleijel, 1989
- Nothria nikitai Budaeva, 2014
- Nothria oblonga Imajima, 1999
- Nothria occidentalis Fauchald, 1968
- Nothria otsuchiensis Imajima, 1986
- Nothria paxtonae Imajima, 1999
- Nothria solenotecton (Chamberlin, 1919)
- Nothria textor Hartman & Fauchald, 1971